# Медунов Сергій Федорович
Сергій Федорович Медунов (5 жовтня 1914, станиця Слєпцовська Терської області, тепер місто Сунжа Республіки Інгушетії, Російська Федерація — 26 вересня 1999, Москва) — радянський партійний і державний діяч, 1-й секретар Краснодарського крайкому КПРС (у 1973—1982 роках). Член ЦК КПРС (1976—1983). Депутат Верховної Ради СРСР 8—10-го скликань. Кандидат економічних наук (1968). Герой Соціалістичної Праці (7.12.1973).

## Біографія
Народився в родині телеграфіста-залізничника. У 1931 році закінчив Кізлярський агропедагогічний технікум, після чого працював у школі, одночасно був інструктором-методистом Кізлярського районного відділу народної освіти.
З 1939 по 1947 рік — у Червоній армії, закінчив річну школу авіаційних штурманів, а потім курси політичного складу. Учасник німецько-радянської війни, служив у Військово-повітряних силах СРСР.
Член ВКП(б) з 1942 року.
У 1947—1949 роках — секретар Білогірського районного комітету ВКП(б) з кадрів Кримської області.
У 1949—1951 роках — 1-й секретар Старокримського міського комітету ВКП(б) Кримської області.
У 1951 році — завідувач адміністративного відділу Кримського обласного комітету ВКП(б).
У 1951—1958 роках — 1-й секретар Ялтинського міського комітету КПРС (КПУ) Кримської області. У 1957 році заочно закінчив Вищу партійну школу при ЦК КПРС.
У 1958—1959 роках — 1-й заступник голови виконавчого комітету Кримської обласної ради депутатів трудящих.
У 1959—1969 роках — 1-й секретар Сочинського міського комітету КПРС Краснодарського краю.
У березні 1969 — червні 1973 року — голова виконавчого комітету Краснодарської крайової ради депутатів трудящих.
4 травня 1973 — 23 липня 1982 року — 1-й секретар Краснодарського крайового комітету КПРС.
Указом Президії Верховної Ради СРСР від 7 грудня 1973 року за великі успіхи, досягнуті у Всесоюзному соціалістичному змаганні, і виявлену трудову доблесть у виконанні прийнятих зобов'язань по збільшенню виробництва і продажу державі зерна та інших продуктів землеробства в 1973 році Медунову Сергію Федоровичу присвоєно звання Героя Соціалістичної Праці з врученням ордена Леніна і золотої медалі «Серп і Молот».
У липні 1982 — травні 1983 року — заступник міністра плодоовочевого господарства СРСР.
У 1983 році в рамках проведеної тоді Юрієм Андроповим чистки партійних органів, був у червні 1983 року виведений зі складу ЦК КПРС (з формулюванням: «за допущені помилки в роботі») після висунення йому звинувачень в корупції у зв'язку з «сочинсько-краснодарською справою», які згодом були з нього зняті.
З травня 1983 року — на пенсії у Москві. У 1990 році, після довгих розглядів, був повністю виправданий і відновлений у членах КПРС.
Помер 26 вересня 1999 року. Похований на Востряковському кладовищі у Москві.

## Нагороди
- Герой Соціалістичної Праці (7.12.1973)
- чотири ордени Леніна (27.08.1971, 7.12.1973, 3.10.1975, 25.02.1981)
- два ордени Трудового Червоного Прапора (9.08.1958, 5.10.1965)
- орден Вітчизняної війни 2-го ступеня (11.03.1985)
- медаль «За перемогу над Німеччиною у Великій Вітчизняній війні 1941—1945 рр.»
- «Заслужений робітник сільського господарства Кубані» (3.10.1995)